# کنفرانس ۱۹۵۴ ژنو

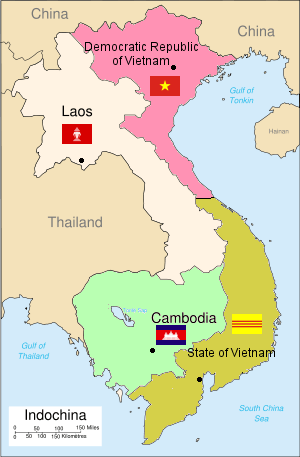
تقسیم هندوچین فرانسه که در نتیجه کنفرانس اتفاق افتاد. سه حکومت جانشین ایجاد شد. پادشاهی کامبوج، پادشاهی لائوس و جمهوری دموکراتیک ویتنام، حکومتی که توسط هوشی مین و ویت مین هدایت می شد. دولت ویتنام به قسمت جنوبی آن کاهش پیدا کرد. قرار بود که تقسیم ویتنام موقتی باشد و انتخاباتی برای متحد کردن کشور در ۱۹۵۶ برنامه ریزی شده بود.

کنفرانس ۱۹۵۴ ژنو (انگلیسی: 1954 Geneva Conference) با هدف حل و فصل مسائل برجسته ناشی از جنگ کره و نخستین جنگ هندوچین، با حضور چندین کشور از ۲۶ آوریل تا ۲۰ ژوئیه ۱۹۵۴ در ژنو، سوئیس برگزار شد.